# 栃木社会保険事務局
栃木社会保険事務局（とちぎしゃかいほけんじむきょく）は、栃木県宇都宮市にあった社会保険庁の地方支分部局で、栃木県を管轄していた。

## 管内社会保険事務所等
- 宇都宮東社会保険事務所
- 栃木社会保険事務局宇都宮西社会保険事務室（宇都宮西社会保険事務所）
- 大田原社会保険事務所
- 栃木社会保険事務所
- 今市社会保険事務所（栃木社会保険事務局今市事務所）